# باول قواي
باول قواي (بالإنجليزية: Paul Guay)‏ هو لاعب هوكي الجليد أمريكي، ولد في 2 سبتمبر 1963 في بروفيدنس في الولايات المتحدة.

## وصلات خارجية
- باول قواي على موقع دوري الهوكي الوطني (الإنجليزية)
- باول قواي على موقع قاعة مشاهير الهوكي (لاعب أن.إتش.أل) (الإنجليزية)
- باول قواي على موقع EliteProspects.com (الإنجليزية)
- باول قواي على موقع HockeyDB.com (الإنجليزية)
- باول قواي على موقع Hockey-Reference.com (الإنجليزية)
- باول قواي على موقع أوليمبيديا (الإنجليزية)